# 開福区
開福区（かいふく-く）は中華人民共和国湖南省長沙市に位置する市轄区。

## 行政区画
下部に16街道を管轄する。
- 街道:芙蓉北路街道、東風路街道、清水塘街道、望麓園街道、湘雅路街道、伍家嶺街道、新河街道、通泰街街道、四方坪街道、洪山街道、瀏陽河街道、月湖街道、秀峰街道、沙坪街道、撈刀河街道、青竹湖街道

## 交通

### 鉄道
- 長沙地下鉄1号線
  - 開福区政府駅 - 馬廠駅 - 北辰三角洲駅 - 開福寺駅 - 文昌閣駅 - 培元橋駅 - 五一広場駅 - 黄興広場駅
- 長沙地下鉄2号線
  - 湘江中路駅 - 五一広場駅

## 観光

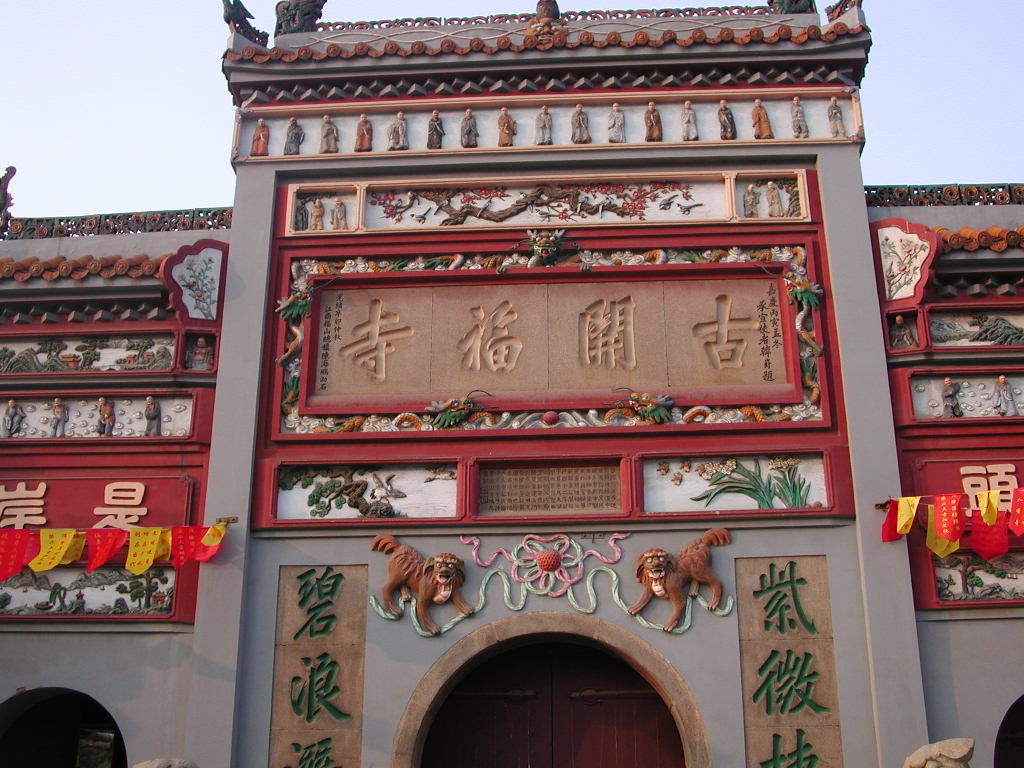
開福寺

- 世界之窓
- 湖南博物院
- 長沙博物館